# 한퉁성
한퉁성(중국어 간체자: 韩童生, 정체자: 韓童生, 병음: Hán Tóngshēng, 한자음: 한동생, 1955년 6월 1일 ~ )은 중국의 배우이다.

## 출연작

### 드라마
- 2015년 동방 위성 텔레비전 동방극장 《호마묘파》 - 필대천 역
- 2016년 CCTV-1 제일특약극장 《소진대법관》 - 고량전 역
- 2016년 후난위성텔레비전 금응독파극장 《소장부》 - 육창산 역
- 2017년 안후이 위성 텔레비전 해돈제일극장 《첩혈장강》 - 막원청 역
- 2017년 베이징 텔레비전 품질극장 《아적노파시기파》 - 상보동 역
- 2018년 안후이 위성 텔레비전 해돈제일극장 《도화의구소춘풍》 - 하계기 역
- 2018년 저장 위성 텔레비전 중국람극장 《창업시대》 - 나국정 역
- 2018년 후난위성텔레비전 금응독파극장 《풍재기시》 - 하청정 역
- 2019년 아이치이 웹 드라마 《황금동》 - 고천풍 역
- 2019년 유쿠 웹 드라마 《장안12시진》 - 하집정 역
- 2019년 후난위성텔레비전 금응독파극장 《파이팅, 나의 슈퍼스타》 - 푸팡수 역
- 2020년 CCTV-8 황금강당극장 《곡문창》 - 허원옥 역
- 2020년 동방 위성 텔레비전 동방극장 《안가 : Selling Dream》 - 로엄 역
- 2020년 베이징 텔레비전 품질극장 《친애적니재나리》 - 딩중이 역
- 2020년 아이치이 웹 드라마 《타기실몰유나마애니》 - 정오양 역
- 2020년 장쑤 위성 텔레비전 행복극장 《석두개화》 - 이덕송 역
- 2020년 후난위성텔레비전 금응독파극장 《애적리미》 - 관영년 역
- 2020년 후난위성텔레비전 금응독파극장 《인민적정의》 - 장우성 역
- 2021년 후난위성텔레비전 금응독파극장 《소민가》- 천티엔푸 역
- 2022년 저장 위성 텔레비전 중국람극장 《춘풍우록강남안》 - 리팅 역
- 2022년 후난위성텔레비전 망고질풍극장 《장위국적하천》 - 장다처 역
- 2023년 아이치이 웹드라마 《광표》 - 리여우텐 역
- 2023년 장쑤 위성 텔레비전 행복극장 《타개생활적정학방식》 - 비엔장 역
- 2023년 베이징 텔레비전 품질극장 《춘일난양》 - 뤄샤 역